# Saul Williams
Saul Stacey Williams (* 29. února 1972, Newburgh, USA) je americký básník, spisovatel, herec a hudebník. Je známý kombinací poezie a alternativního hip hopu a spoluprací s Trentem Reznorem na albu Year Zero, Reznor později produkoval Williamsovo album The Inevitable Rise and Liberation of NiggyTardust!. Mezi jeho nejvýznamnější herecké role patří hlavní role v nezávislém filmu Slam.

## Život
Narodil se v Newburghu v rodině reverenda Saula Williamse staršího. V mládí byl ovlivněn hiphopovou scénou a divadlem, především dílem Williama Shakespeara.
Po studiích filosofie na Morehouse College se odstěhoval do New Yorku, aby na New York University studoval herectví. V roce 1995 se seznámil s umělkyní Marcií Jones se kterou měl dceru Saturn. V roce 2003 se seznámil s herečkou Persií White, kterou si roku 2008 vzal.
Angažoval se proti Bushově administrativě a válce v Iráku.

## Kariéra
V roce 1996 získal titul Nuyorican Poets Cafe's Grand Slam Champion.
Roku 1998 se objevil ve filmu Slam který získal cenu poroty na Sundance Film Festival a na festivalu v Cannes získal zlatou kameru.

Vystupoval s umělci jako Nas, The Fugees, Christian Alvarez, Blackalicious, Erykah Badu, KRS-One, Zack de la Rocha, De La Soul nebo DJ Krust, ale také s básníky jako Allen Ginsberg a Sonia Sanchez.
Spolupracoval s The Mars Volta, Buckethead & Friends nebo Nine Inch Nails, které doprovodil roku 2005 na evropské turné a roku 2007 se objevil jako host také ve dvou písních z jejich alba Year Zero. Spolupráce s Nine Inch Nails vyvrcholila, když Trent Reznor v roce 2007 spoluprodukoval Williamsovo album The Inevitable Rise and Liberation of NiggyTardust!. Album bylo nejprve dostupné na Williamsově stránce niggytardust.com a prvních 100 000 zájemců mělo možnost písně z alba stáhnout v nižší kvalitě nebo za 5 dolarů v bezstrátovém formátu FLAC nebo MP3 ve vysoké kvalitě. Až později vyšlo album také na CD.
Dne 3. dubna 2016 vystoupil s dalšími hosty na koncertu velšského hudebníka Johna Calea, při němž hrál písně z prvních dvou alb kapely The Velvet Underground. Williams zpíval v písni „Heroin“ a svým hlasem rovněž přispěl do částí skladby „Lady Godiva's Operation“.

## Diskografie

### Alba/EP
- 2000: Penny for a Thought/Purple Pigeons
- 2001: Amethyst Rock Star
- 2003: Not in My Name
- 2004: Saul Williams
- 2007: The Inevitable Rise and Liberation of NiggyTardust!
- 2009: NGH WHT – The Dead Emcee Scrolls (spolu s Arditti Quartet)
- 2011: Volcanic Sunlight
- 2016: Martyr Loser King
- 2019: Encrypted & Vulnerable
- 2020: Place (spolu s Tedem Haernem)

## Filmografie (výběr)
- 1996: Underground Voices
- 1998: Slam
- 1998: SlamNation
- 1999: I'll Make Me a World
- 2001: K-PAX
- 2005: Lackawanna Blues